# Johan Willem Simon van Haersolte
Johan Willem Simon van Haersolte (Zutphen, 16 februari 1764 – Maastricht, 1 juli 1817) was een politicus in de Nederlanden.

## Familie
Van Haersolte, lid van de familie Van Haersolte, was een zoon van Coenraad Willem van Haersolte, heer van Elsen (1727-1799) en Luthera Anna Agatha van der Capellen. Zijn vader was onder meer gedeputeerde ter Staten-Generaal, lid van de Generaliteitsrekenkamer en landrentmeester van de Veluwe. Twee oudere broers, Anthony Frederik Robbert Evert van Haersolte (1756-1830) en Anthony Coenraad Willem van Haersolte (1760-1820), waren ook actief in landelijke bestuursfuncties.

## Loopbaan
Van Haersolte studeerde vanaf 1781 rechten aan de Hogeschool te Harderwijk, maar rondde de studie niet af. Hij werd luitenant bij de marine en later kapitein bij het regiment Waalse dragonders (1784-1787) en het regiment Royal Liegois (1787-1792).
Vanaf 1794 was hij ambtsjonker van Ede en bekleedde hij diverse bestuurlijke functies, onder meer als gedeputeerde ter Staten-Generaal (1795-1796), lid van het Comité te Lande (1795-1796, 1797-1798), burgemeester van Arnhem, lid van de Eerste Nationale Vergadering (1796-1797), chef van het Agentschap van Oorlog (1798-1800), lid van het Vertegenwoordigend Lichaam (1800-1801) en het Wetgevend Lichaam (1801-1805). Vervolgens was hij lid van de Nationale Rekenkamer (1805-1809) en het Hof van Rekeningen (1809-1812). Hij was agent-comptable bij de navale armade te Varel (1811-1812) en in Hamburg (1812-1814).
Vanaf 1814 woonde hij onder zeer kommervolle omstandigheden in Maastricht, waar hij in 1817 op 53-jarige leeftijd overleed.
- Biografisch Portaal: 01238534
- International Standard Name Identifier: 0000 0003 8923 8682
- Nederlandse Thesaurus van Auteursnamen: 227143086
- Parlement.com: vg09lluvyuto
- Virtual International Authority File: 282634315
- WorldCat: E39PBJdMhrCWtyWJ6qQc3b8t8C